# Nikołaj Pożarski
Nikołaj Mitrofanowicz Pożarski (ros. Николай Митрофанович Пожарский, ur. 24 kwietnia?/6 maja 1899 we wsi Klin w obwodzie tulskim, zm. 12 września 1945 w Moskwie) – radziecki dowódca wojskowy, gwardii generał porucznik artylerii, Bohater Związku Radzieckiego (1945).

## Życiorys
Miał wykształcenie średnie, w 1917 wstąpił do RKP(b), brał udział w ustanowieniu władzy bolszewickiej w Moskwie. W 1918 wstąpił do Armii Czerwonej, skończył kursy artyleryjskie, uczestniczył w wojnie domowej - walkach z armią adm. Kołczaka, później w likwidacji powstania w Kronsztadzie. W latach 1921–1931 służył w oddziałach specjalnego przeznaczenia Armii Czerwonej, jednocześnie był sekretarzem komórki partyjnej i członkiem komisji partyjnej i rejonowego komitetu wykonawczego w Tule, 1929 i 1936 ukończył kursy doskonalenia kadry dowódczej. 4 czerwca 1940 otrzymał stopień generała majora artylerii, służył na Dalekim Wschodzie jako szef 102 rejonu ufortyfikowanego.
Od czerwca 1941 walczył na froncie wojny z Niemcami w składzie 62 Armii/8 Gwardyjskiej Armii. Był zastępcą dowódcy 62 Armii, 18 września 1942 został zastępcą dowódcy artylerii tej armii, uczestniczył w bitwie pod Stalingradem, na Ukrainie, w Polsce i Niemczech, szczególnie wyróżniając się w operacji wiślańsko-odrzańskiej, w walkach na przyczółku magnuszewskim 14 stycznia 1945 i na zachodnim brzegu Wisły. 
Jego prochy zostały złożone na Cmentarzu Dońskim.

## Odznaczenia
- Złota Gwiazda Bohatera Związku Radzieckiego (6 kwietnia 1945)
- Order Lenina (dwukrotnie)
- Order Czerwonego Sztandaru (czterokrotnie)
- Order Kutuzowa I klasy
- Order Bohdana Chmielnickiego I klasy
- Order Suworowa II klasy
- Order Czerwonej Gwiazdy

I medale.